# Saint-André-et-Appelles
Saint-André-et-Appelles är en kommun i departementet Gironde i regionen Nouvelle-Aquitaine i sydvästra Frankrike. Kommunen ligger i kantonen Sainte-Foy-la-Grande som tillhör arrondissementet Libourne. År 2022 hade Saint-André-et-Appelles 670 invånare.

## Befolkningsutveckling
Antalet invånare i kommunen Saint-André-et-Appelles
Referens:INSEE